# Войчиці
Войчиці (словац. Vojčice) — село в окрузі Требишів Кошицького краю Словаччини. Площа села 17,9 км². Станом на 31 грудня 2016 року в селі проживало 2186 жителів.

## Історія
Перші згадки про село датуються 1217 роком.

## Географія
Протікають Войчицький канал; Копаний ярок; Північний радський канал і Правобережний канал.

## Населення
| Рік:            | 1994. | 2004.   | 2014.   | 2024.   |
| --------------- | ----- | ------- | ------- | ------- |
| Кількість осіб: | 1931  | 2074    | 2167    | 2253    |
| Різниця:        |       | +7,40 % | +4,48 % | +3,96 % |

| Рік:            | 2023. | 2024.   |
| --------------- | ----- | ------- |
| Кількість осіб: | 2264  | 2253    |
| Різниця:        |       | -0,48 % |